# Knowledge Is King
Albums de Kool Moe Dee
How Ya Like Me Now
(1987) Funke, Funke Wisdom
(1991)
Knowledge Is King est le troisième album studio de Kool Moe Dee, sorti le 30 mai 1989.
L'album s'est classé 2e au Top R&B/Hip-Hop Albums et 25e au Billboard 200 et a été certifié disque d'or par la Recording Industry Association of America (RIAA) le 22 août 1989.

## Liste des titres
| No  | Titre             | Contient un (des) sample(s) de | Durée |
| --- | ----------------- | --- | ----- |
| 1.  | They Want Money   | Get on the Good Foot de James Brown It's Just Begun du Jimmy Castor Bunch Teddy's Jam 2 de Guy Sing a Simple Song de Sly & the Family Stone           | 3:52  |
| 2.  | The Avenue        | White Lines (Don't Don't Do It) de Grandmaster Melle Mel Down on the Avenue du Fat Larry's Band                                                       | 3:46  |
| 3.  | I Go to Work      | Super Bad de James Brown Jealousy de Club Nouveau Think (About It) de Lyn Collins                                                                     | 4:40  |
| 4.  | All Night Long    | Groove Me de King Floyd | 4:11  |
| 5.  | Knowledge Is King | I Get Lifted de KC & the Sunshine Band featuring George McCrae Funky Drummer de James Brown                                                           | 3:38  |
| 6.  | I'm Hittin' Hard  | Brother Green (The Disco King) du Roy Ayers Ubiquity The Wildstyle de Time Zone                                                                       | 4:34  |
| 7.  | Get the Picture   | Gotta Be Funky de Monk Higgins and The Specialties | 5:19  |
| 8.  | I'm Blowin' Up    | Funky Drummer de James Brown UFO d'ESG Funky President (People It's Bad) de James Brown Kool Is Back de Funk, Inc. How Ya Like Me Now de Kool Moe Dee | 4:55  |
| 9.  | The Don           | The Mexican de Babe Ruth Gangster Boogie des Chicago Gangsters Gimme Some More des J.B.'s It's Just Begun du Jimmy Castor Bunch                       | 5:10  |
| 10. | Pump Your Fist    | Soul Makossa de Manu Dibango | 4:27  |